# Émile Duplat
Émile André Henri Duplat (Le Havre, 6 de setembre de 1880 – París, 30 de juliol de 1945 ) va ser un almirall francès.

## Biografia
Va néixer a Le Havre el 6 de setembre de 1880, fill d'Eugene Jean-Baptiste i Jeanne Henriette Robert, i es va allistar a la Marine nationale el 1898, assistint a l'Ecole navale de la qual va sortir amb el grau d'aspirant el 5 d'octubre de 1901. S'embarca a Brest al Chasseloup-Laubat pertanyent a l'Esquadró Naval de l'Extrem Orient, participant en les operacions de repressió . de la Rebel·lió dels Boxers a la Xina. Traslladat a bord del Friant durant aquesta campanya, després es va embarcar en el creuer Pascal el gener de 1903.
Ascendit a enseigne de vaisseau el 5 d'octubre del mateix any, va ser traslladat a bord del cuirassat Masséna de l'Escadre du Nord el gener de 1904 i després al creuer blindat Dupleix de la divisió naval atlàntica (1904-1905). Després es va embarcar al cuirassat Jauréguiberry el gener de 1906, obtenint la seva llicència d'oficial de vaixells torpediners l'any següent.
A partir del gener de 1908 va prendre servei al cuirassat Liberté a Brest, i després va ser assignat a l'esquadra naval de la Mediterrània. Va ser assignat com a comandant adjunt del submarí Archimède estacionat a Cherbourg l'1 de gener de 1909, i ascendit a tinent de navili l'1 d'abril del mateix any. L' 1 de gener de 1912 va assumir el comandament del submarí Aigrette , i l' 1 de gener de 1914 el d'un grup de torpedineres amb base a l'estació naval de Brest.
Després de l'esclat de la Primera Guerra Mundial es va distingir en les operacions bèl·liques, sent condecorat amb la Creu de Cavaller de la Legió d'Honor el 26 de juny de 1915. Al mes següent va esdevenir ajudant de camp del Prefecte Marítim del 2n Arrondissement de Brest al juliol. Més tard va ser traslladat al comandament de l'Armée d'Orient a Moudros, i després a Tessalònica, esdevenint ajudant de camp de l'almirall Salaün durant 1916.
Va tornar a París l'1 de gener de 1918, destinat a patrullar a la Direcció General de Guerra Submarina. La comitiva va ordenar l'avís Suippe i va ser ascendit a capità de corbeta el 10 de juliol de 1919. L'any següent es va graduar a l'École supérieure de la Marine, després va entrar al servei a l'Estat Major de la Marine nationale l'1 de gener de 1921, assignat a la 4a Mesa (Ports i bases-Transports-Subministraments-Comunicacions) .
Ascendit a capità de fragata el gener de 1922, va comandar el 1r esquadró de submarins de Cherbourg el 1924, sent nomenat Oficial de la Legió d'Honor el 27 de desembre del mateix any. Va esdevenir membre de la Comissió de Desarmament Naval el 1926, sent ascendit a capità de navili l'1 d'abril de 1927.Auditor al Centre d'Alts Estudis Navals el 1928, va comandar el creuer lleuger La-Motte-Picquet el 1929.

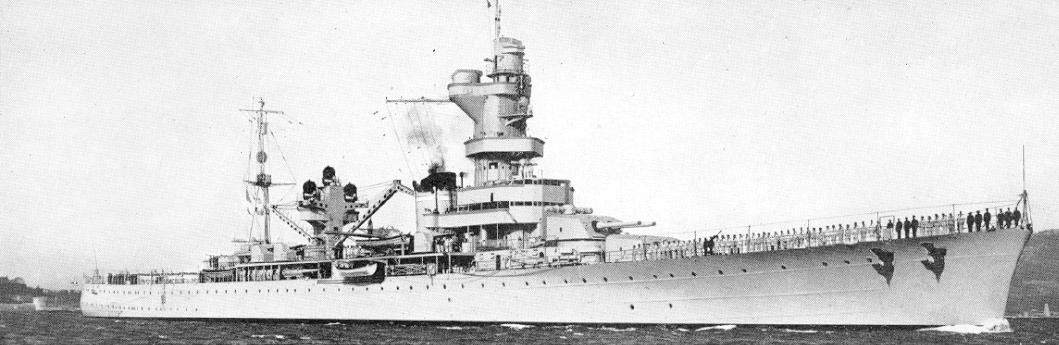
El creuer pesant Algerie, vaixell insígnia del vice-amiral Duplat durant el bombardeig de Gènova el 14 de juny de 1940. (Operació Vado).

Cap de la 1a Oficina (Organització) de l'Estat Major Naval l'1 de gener de 1932, va ser ascendit a contraalmirall el 4 de desembre del mateix any. Comandant del sector marítim de Toulon l'any 1933, va ser nomenat comandant de la Legió d'Honor el 30 de desembre del mateix any. El setembre de 1934 es va convertir en comandant de la 4a Divisió de Creuers Lleugers i del 2n Esquadró de Destructors . El maig de 1936 va assumir la direcció del personal de la flota, i va ser ascendit a vicealmirall el maig de 1937. Després d'haver assumit el comandament del 3r Esquadró estacionat a Toló el juny de 1939, va hissar la seva ensenya al creuer pesant Algérie. El 14 de juny de 1940, immediatament després de l'entrada a la guerra del Regne d'Itàlia, que es va produir el 10 del mateix mes, en plena campanya de França, va salpar de Toló al capdavant. de les seves unitats per anar a bombardejar el port i la zona industrial de Gènova (operació Vado) .
Promogut almirall el mes de juliol següent, va esdevenir president de la delegació francesa a la Comissió d'Armistici Italiana amb França (CIAF), amb seu a Torí. Mentre ocupava aquest càrrec el 7 de juliol de 1940 va presentar al seu homòleg italià una proposta per autoritzar una acció contundent destinada a alliberar l'equip francès present al port d'Alexandria a Egipte i internada de facto pels britànics. El 9 de juliol va informar al seu homòleg italià que l'acció s'havia ajornat, i després mai es va dur a terme. Col·locat en una posició de reserva el setembre de 1942, va esdevenir Cavaller Gran Creu de la Legió d'Honor per decret del 21 de desembre de 1943. Va morir a París el 30 de juliol de 1945, als seixanta-quatre anys.

## Dates de promoció
Aspirant - 5 d'octubre de 1901
 Enseigne de vaisseau de 2me classe - 5 d'octubre de 1903.
 Tinent de Vaisseau – 1 d'abril de 1911.
 Capitaine de corvette - 10 de juliol de 1919.
  Capitaine de fregate - 10 de gener de 1922.
  Capitaine de Vaisseau - 1 d'abril de 1927
 Contraamiral - desembre de 1932
  Vice-almirall - maig de 1937
  Amiral – juliol de 1940

## Condecoracions
Gran Creu de la Legió d'Honor – 21 de desembre de 1943
 Comanador - 30 de desembre de 1933
 Oficial – 27 de desembre de 1922
 Cavaller – 26 de juny de 1915
 Medalla commemorativa de la Xina (1901)
 Medalla commemorativa de la guerra 1914-1918
 Medalla interaliada 1914-1918